# Джарилгач (річка)
Джарилгач (рос. балка Джарилгач) — маловодна річка (балка) в Україні у Чорноморському районі Автономної Республіки Крим, на Кримському півострові, (басейн Джарилгача).

## Опис
Довжина річки 20 км, найкоротша відстань між витоком і гирлом — 11,90  км, коефіцієнт звивистості річки — 1,68 . Формується декількома безіменними балками (струмками).

## Розташування
Бере початок на північній околиці села Кіровське (крим. Kirovskoye) . Спочатку тече переважно на північний захід понад селищем Низівка (крим. Camal) . Далі проти села Водопійне (до 1944 року — Керлеут; крим. Kerlevüt, Керлевют)  повертає і тече на південний захід і на південно-західній стороні від села Новоульяновка впадає у озеро Джарилгач.

## Цікаві факти
На північній стороні від гирла річки на відстані приблизно 4,48 км пролягає автошлях Т 0107 (автомобільний шлях територіального значення в Автономній Республіці Крим, Чорноморське — Роздольне — Воїнка).